# Francesco del Giudice
Francesco del Giudice (Napoli, 7 dicembre 1647 – Roma, 10 ottobre 1725) è stato un cardinale italiano.

## Biografia
Nacque a Napoli il 7 dicembre 1647, figlio del principe di Cellamare Nicolò del Giudice e di Ippolita Pelagnano.
Papa Alessandro VIII lo elevò al rango di cardinale nel concistoro del 13 febbraio 1690.
Morì il 10 ottobre 1725 all'età di 77 anni.

## Genealogia episcopale e successione apostolica
La genealogia episcopale è:
- Cardinale Scipione Rebiba
- Cardinale Giulio Antonio Santori
- Cardinale Girolamo Bernerio, O.P.
- Arcivescovo Galeazzo Sanvitale
- Cardinale Ludovico Ludovisi
- Cardinale Luigi Caetani
- Cardinale Ulderico Carpegna
- Cardinale Paluzzo Paluzzi Altieri degli Albertoni
- Cardinale Gaspare Carpegna
- Cardinale Fabrizio Paolucci
- Arcivescovo José Gasch, O.M.
- Cardinale Francesco del Giudice

La successione apostolica è:
- Vescovo Pedro Aguado, C.R.M. (1713)
- Vescovo Sancho Antonio Belunza Corcuera (1714)
- Vescovo Juan Camargo Angulo (1716)
- Vescovo Anselmo de la Peña, O.S.B. (1719)
- Vescovo Francesco Baccari (1722)

## Ascendenza
|                                              |                                          |                                               | Genitori                                                   |  |  | Nonni |  |  | Bisnonni           |  |  | Trisnonni         |  |
|                                              |                                          |                                               |                                                            |  |  |       |  |  | Nicola del Giudice |  |  | Paolo del Giudice |  |
|                                              |                                          |                                               |                                                            |  |  |       |  |  | Nicola del Giudice |  |  | Paolo del Giudice |  |
|                                              |                                          | …                                             |                                                            |  |  |       |  |  | Nicola del Giudice |  |  |                   |  |
| Marco Antonio del Giudice                    |                                          |                                               |                                                            |  |  |       |  |  | Nicola del Giudice |  |  |                   |  |
|                                              |                                          | Maria de Montenegro                           | …                                                          |  |  |       |  |  |                    |  |  |                   |  |
|                                              |                                          | Maria de Montenegro                           | …                                                          |  |  |       |  |  |                    |  |  |                   |  |
|                                              |                                          | Maria de Montenegro                           | …                                                          |  |  |       |  |  |                    |  |  |                   |  |
| Niccolò del Giudice, I principe di Cellamare |                                          | Maria de Montenegro                           |                                                            |  |  |       |  |  |                    |  |  |                   |  |
|                                              |                                          | Gregorio de' Franchi Bulgaro                  | …                                                          |  |  |       |  |  |                    |  |  |                   |  |
|                                              |                                          | Gregorio de' Franchi Bulgaro                  | …                                                          |  |  |       |  |  |                    |  |  |                   |  |
|                                              |                                          | Gregorio de' Franchi Bulgaro                  | …                                                          |  |  |       |  |  |                    |  |  |                   |  |
| Cornelia de' Franchi Bulgaro                 |                                          | Gregorio de' Franchi Bulgaro                  |                                                            |  |  |       |  |  |                    |  |  |                   |  |
|                                              |                                          | Isabella Pinelli Adorno                       | …                                                          |  |  |       |  |  |                    |  |  |                   |  |
|                                              |                                          | Isabella Pinelli Adorno                       | …                                                          |  |  |       |  |  |                    |  |  |                   |  |
|                                              |                                          | Isabella Pinelli Adorno                       | …                                                          |  |  |       |  |  |                    |  |  |                   |  |
| Francesco del Giudice                        |                                          | Isabella Pinelli Adorno                       |                                                            |  |  |       |  |  |                    |  |  |                   |  |
|                                              | Gioffredo Palagano, V barone di San Vito | Luzio Palagano                                |                                                            |  |  |       |  |  |                    |  |  |                   |  |
|                                              | Gioffredo Palagano, V barone di San Vito | Luzio Palagano                                |                                                            |  |  |       |  |  |                    |  |  |                   |  |
|                                              | Gioffredo Palagano, V barone di San Vito | …                                             |                                                            |  |  |       |  |  |                    |  |  |                   |  |
| Luzio Palagano, VI barone di San Vito        | Gioffredo Palagano, V barone di San Vito |                                               |                                                            |  |  |       |  |  |                    |  |  |                   |  |
|                                              |                                          | Ippolita de Guevara                           | …                                                          |  |  |       |  |  |                    |  |  |                   |  |
|                                              |                                          | Ippolita de Guevara                           | …                                                          |  |  |       |  |  |                    |  |  |                   |  |
|                                              |                                          | Ippolita de Guevara                           | …                                                          |  |  |       |  |  |                    |  |  |                   |  |
| Ippolita Palagano                            |                                          | Ippolita de Guevara                           |                                                            |  |  |       |  |  |                    |  |  |                   |  |
|                                              |                                          | Felice della Marra, III signore di Cellammare | Cesare della Marra, II signore di Cellammare               |  |  |       |  |  |                    |  |  |                   |  |
|                                              |                                          | Felice della Marra, III signore di Cellammare | Cesare della Marra, II signore di Cellammare               |  |  |       |  |  |                    |  |  |                   |  |
|                                              |                                          | Felice della Marra, III signore di Cellammare | Isabella Carafa                                            |  |  |       |  |  |                    |  |  |                   |  |
| Zenobia della Marra                          |                                          | Felice della Marra, III signore di Cellammare |                                                            |  |  |       |  |  |                    |  |  |                   |  |
|                                              |                                          | Dianora Caracciolo                            | Ascanio Caracciolo, signore di Monte Ferrante e di Calvita |  |  |       |  |  |                    |  |  |                   |  |
|                                              |                                          | Dianora Caracciolo                            | Ascanio Caracciolo, signore di Monte Ferrante e di Calvita |  |  |       |  |  |                    |  |  |                   |  |
|                                              |                                          | Dianora Caracciolo                            | Aurelia Caracciolo                                         |  |  |       |  |  |                    |  |  |                   |  |
|                                              |                                          | Dianora Caracciolo                            |                                                            |  |  |       |  |  |                    |  |  |                   |  |